# Мавзолей королевской семьи Албании
Мавзолей королевской семьи Албании — здание в столице Албании Тиране, в котором хранятся останки короля Ахмета Зогу и других членов его семьи.

## История
Мавзолей был построен по проекту архитектора Кемаля Бутка, и был введен в эксплуатацию 30 декабря 1935 года, для матери короля Садии Топтани, которая умерла за год до этого. Здание было разрушено подразделениями НОА 17 ноября 1944 года. Мавзолей был реконструирован и открыт 17 ноября 2012 года. В него были помещены привезенные из Парижа останки короля Ахмета Зогу, в рамках празднования 100-летия независимости Албании. Мавзолей также содержит останки других членов королевской семьи, помимо матери короля в мавзолее находятся тела его жены Джеральдин, их сын Лека, а также жены Лека Сюзан.